# Sebastian Burduja
Sebastian-Ioan Burduja (ur. 18 czerwca 1985 w Bukareszcie) – rumuński polityk i przedsiębiorca, deputowany, w latach 2022–2025 minister.

## Życiorys
Jego ojciec Marinel Burduja, ekonomista i bankowiec, na początku lat 90. zasiadał w rumuńskim parlamencie. Sebastian Burduja w 2008 został absolwentem politologii na Uniwersytecie Stanforda. W 2011 ukończył dwa programy magisterskie w John F. Kennedy School of Government w ramach Uniwersytetu Harvarda (MPP i MBA). W 2019 doktoryzował się z ekonomii na Akademii Studiów Ekonomicznych w Bukareszcie.
Działał w LSRS, zrzeszeniu Rumunów studiujących za granicą. Pracował m.in. jako konsultant w firmie doradczej Dalberg Global Development Advisors (2011–2012) i jako specjalista w Banku Światowym (2012–2015). W 2017 został partnerem zarządzającym w przedsiębiorstwie doradztwa inwestycyjnego RISE Consortium. W 2016 zainicjował powołanie partii PACT, skupiającej m.in. absolwentów zagranicznych uczelni, którzy powrócili do Rumunii. W 2019 przyłączył się z tym ugrupowaniem do Partii Narodowo-Liberalnej. Objął funkcję przewodniczącego PNL w stołecznej dzielnicy Sektor 1. Od grudnia 2019 do grudnia 2020 pełnił funkcję sekretarza stanu w ministerstwie finansów.
W wyborach w 2020 uzyskał mandat posła do Izby Deputowanych (reelekcja w 2024).
W maju 2022 został powołany na stanowisko ministra badań naukowych, innowacji i cyfryzacji w rządzie Nicolae Ciuki. W czerwcu 2023 objął natomiast urząd ministra energii w powołanym wówczas gabinecie Marcela Ciolacu. Pozostał na tej funkcji również w utworzonym w grudniu 2024 drugim rządzie tego premiera, kończąc urzędowanie w czerwcu 2025.